# شمشیرماهی
شَمشیرماهی (Xiphias gladius) نوعی ماهی بزرگ و طعمه‌خوار است که نوکی دراز و پهن دارد.
درازای این ماهیان به ۴۵۵ سانتیمتر می‌رسد. سرعت شمشیرهاهی‌ها بسیار زیاد است؛ یعنی حدود ۱۱۰ کیلومتر بر ساعت.
شمشیرماهی‌های ماده بزرگ‌تر از شمشیرماهی‌های نر هستند. نرها کم‌تر پیش می‌آید که از ۱۳۵ کیلوگرم وزن بیشتری پیدا کنند.
شمشیرماهی‌ها جانورانی خون‌سرد هستند ولی اندام‌های ویژه‌ای در پیرامون چشمان آن‌ها وجود دارد که چشم و مغز آن‌ها را گرم می‌کند.
در زبان ژاپنی مکاجیکی نامیده می‌شود و یکی از عناصر سوشی است.